# Elecciones estatales de Colima de 1967
Las elecciones estatales de Colima de 1967 se llevaron a cabo el 11 de julio de 1967, y en ellas se renovaron los siguientes cargos de elección popular:
- Gobernador de Colima. Titular del Poder Ejecutivo del estado, electo para un periodo de seis años no reelegibles en ningún caso, el candidato electo fue Pablo Silva García.
- 10 ayuntamientos. Compuestos por un Presidente Municipal y regidores, electos para un periodo de tres años no reelegibles para el periodo inmediato.
- Diputados al Congreso del Estado. Electos por mayoría relativa en cada uno de los Distrito Electorales.

## Resultados electorales

### Gobernador
|  | 9.0 % |

|  | 90.9 % |

|  | 100.00 % |